# Ə̣
Cette page contient des caractères spéciaux ou non latins. S’ils s’affichent mal (▯, ?, etc.), consultez la page d’aide Unicode.
Ə̣ (minuscule : ə̣), appelé schwa point souscrit, est une lettre latine utilisée dans l’écriture du thompson.
Il s’agit de la lettre schwa diacritée d’un point souscrit.

## Utilisation
En thompson, ‹ ə̣ › représente une voyelle moyenne centrale rétractée [ə̙].

## Représentations informatiques
Le schwa point souscrit peut être représenté avec les caractères Unicode suivants : 
- décomposé (latin étendu B, alphabet phonétique international, diacritiques) :

| formes    | représentations | chaînes de caractères | points de code | descriptions                                             |
| --------- | --------------- | --------------------- | -------------- | -------------------------------------------------------- |
| capitale  | Ə̣               | Ə◌̣                    | U+018F U+0323  | lettre majuscule latine schwa diacritique point souscrit |
| minuscule | ə̣               | ə◌̣                    | U+0259 U+0323  | lettre minuscule latine schwa diacritique point souscrit |

## Sources
- « How To Type nɬeʔkèpmxcín (Thompson River Salish) », MELTR. <http://www.meltr.org/Resources/Keyboards/ThompsonU.htm>
- (en) Chris Harvey, « Nłeʔkepmxcin/Nlha7kápmx (Thompson) », sur LanguageGeek.com, 2010 (consulté le 25 juillet 2018)
- (en) C.U.C. Ugorji, « A democratic Igbo orthography », Poznań Studies in Contemporary Linguistics, vol. 43, no 1,‎ 2007, p. 169‒180 (DOI 10.2478/v10010-007-0009-0, lire en ligne)